# Sia'osi Tu'ihala Alipate Tupou, II barone Vaea
Siaosi Tu'ihala 'Alipate Tupou, II barone Vaea (Tonga, 15 maggio 1921 – Houma, 7 giugno 2009), è stato un politico tongano.

## Biografia
Era nipote della regina Salote Tupou III, che regnò sulle isole Tonga dal 1918 al 1965, e membro della nobiltà tongana. La sua carriera nel governo attraversò 54 anni.
Vaea fu Primo ministro dal 22 agosto 1991 al 3 gennaio 2000, sotto re Taufa'ahau Tupou IV. In precedenza aveva prestato servizio come primo alto commissario di Tonga nel Regno Unito dal 1969 al 1972, nonché in vari incarichi ministeriali dal 1972 fino alla sua nomina come Primo ministro da parte del re.
Il barone Vaea e sua moglie, la baronessa Tuputupu Vaea, sono i genitori dell'attuale regina di Tonga, Nanasipau'u Tuku'aho.

### Primi anni di vita e formazione
Sia'osi Tu'ihala Alipate Tupou nacque il 15 maggio 1921 da Vīlai Tupou e Tupou Seini. Suo padre era il fratellastro della regina Salote Tupou III, mentre sua madre, Tupou Seini, era figlia di un nobile tongano di nome Vaea.
Frequentò il Wesley College di Auckland dal 1938 al 1941. Dopo il diploma si arruolò Royal New Zealand Air Force. Servì come pilota dal 1942 al 1945 pilotando gli aerei da pattugliamento PBY Catalina. Dal 1967 al 1968 studiò amministrazione al St Edmund Hall dell'Università di Oxford.

### Carriera
Nel gennaio del 1945, dopo essersi congedato, iniziò a lavorare per il governo di Tonga. Servì sua zia, la regina Salote Tupou III, come aiutante di campo dal 1953 al 1958.
Dal 1960 al 1968 fu governatore di Ha'apai. Dal 1969 al 1972 fu il primo alto commissario di Tonga nel Regno Unito.
A partire dal 1972 detenne numerosi portafogli ministeriali nel governo tongano. Vaea fu il primo ministro del lavoro, del commercio e delle industrie dal 1972 al 1991.< Come ministro del lavoro, Vaea fu il responsabile della costruzione del Centro per le piccole industrie di Nuku'alofa.
Dal 1975 al 2000 fu ministro dell'agricoltura e delle foreste. Vaea durante la sua carriera diresse anche i ministeri dell'aviazione civile, del turismo, dell'istruzione e della marina e dei porti.

### Primo ministro di Tonga
Nei primi anni '90, il barone Vaea richiese di andare in pensione. Tuttavia, poco dopo aver presentato la domanda di pensionamento, il re Taufa'ahau Tupou IV lo nominò Primo ministro di Tonga. Il predecessore di Vaea, Fatafehi Tu'ipelehake si era dimesso per motivi di salute poco prima. Entrò in carica il 22 agosto 1991 diventando il 12º Primo ministro di Tonga dal 1876.
Fu il Primo ministro del re Taufa'ahau Tupou IV. Nel 1997 partecipò all'inaugurazione del Pacific Alliance Leaders Meeting (PALM), un raduno delle nazioni del Forum delle isole del Pacifico guidato dal Giappone per rafforzare la cooperazione tra i giapponesi e i governi delle isole del Pacifico. Tutti i successori di Vaea parteciparono alle successive riunioni.
Nel 2000 re Taufa'ahau Tupou IV accettò la sua rinuncia agli incarichi di governo e così, a 78 anni di età, Vaea si ritirò a vita privata. Con una carriera nel governo e nell'amministrazione civile di Tonga durata 54 anni, Vaea rimane uno dei più longevi dipendenti pubblici tongani.

### Ultimi anni
In un'intervista concessa a Matangi Tonga durante il suo pensionamento, Vaea espresse la sua preoccupazione per una serie di problemi che interessano il paese, tra cui la diminuzione delle forniture di acqua dolce, l'ambiente, la necessità di reperire ulteriori fondi di capitale e le prospettive negative di molti giovani tongani. Affermò anche che il governo dovrebbe incoraggiare i tongani ad entrare nel mondo degli affari. Vaea sembrava incoraggiare il progresso e il cambiamento a Tonga affermando nell'intervista: A volte penso che sarebbe meglio se Tonga cambiasse, [...] dovremmo lasciare andare alcune delle nostre convinzioni e il modo in cui facciamo cose che sembrano pesarci.

### Morte e funerale
Il barone Vaea morì nella sua residenza Tali ki Ha'apai a Houma, nella divisione di Tongatapu, verso le 22 del 7 giugno 2009. Aveva 88 anni. Vaea aveva cercato cure mediche in Nuova Zelanda, prima di tornare a Tonga a fine maggio 2009. Era stato costretto a letto da maggio. Il corpo di Vaea fu custodito nella sua casa di Houma fino alle esequie. Il barone lasciò la moglie, la baronessa Tuputupu Vaea, e cinque dei loro sei figli naturali e una figlia adottiva.
Le esequie si tennero il 13 giugno alle ore 11. Il corteo funebre partì dalla sua residenza e si diresse al vicino cimitero di Kolomotu'a per le cerimonie funebri e la sepoltura.
Tra i dignitari presenti vi erano re George Tupou V, la principessa Salote Mafile'o Pilolevu Tuita e altri membri della famiglia reale tongana. Parteciparono anche diversi capi di Stato stranieri tra cui l'O le Ao o le Malo di Samoa Tufuga Efi, sua moglie, Masiofo Filifilia Imo, e l'allora vicepresidente delle Figi Ratu Epeli Nailatikau.
La storica tongana Elizabeth Wood-Ellem osservò che il barone Vaea rimase molto rispettato dal popolo tongano per tutta la sua vita: "Lo hanno certamente tenuto in enorme rispetto".

## Discendenza

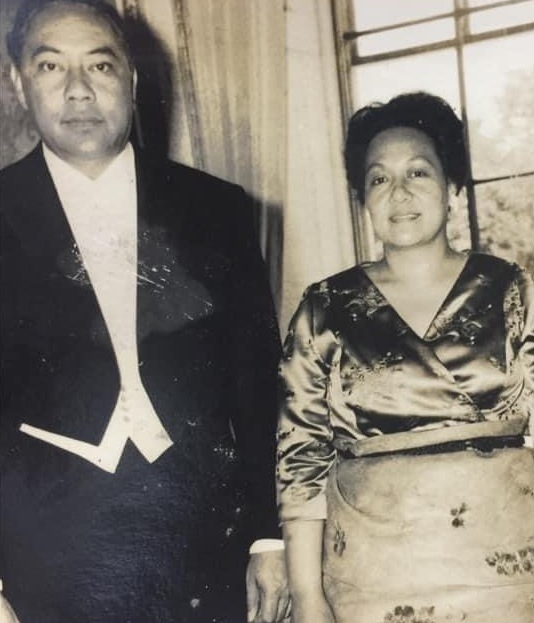
Sia'osi e Tuputupu

Sia'osi Tu'ihala Alipate Tupou e Tuputupu Vaea ebbero tre figlie e tre figli:
- Nanasipau'u (1954);
- Luseane (1955);
- ʻAlipate (1957), succeduto al padre;[14]
- ʻAmelia (1959);
- Moimoikimofuta (1961-2011);
- Etuate (1963-1986).